# 上顎第三大臼歯
上顎第三大臼歯（じょうがくだいさんだいきゅうし、maxillary third molar）は上顎第二大臼歯の遠心側に隣接する大臼歯。正中から8番目にあることから上顎8番とも言う。萌出が遅く、17 - 21歳頃であるため、下顎第三大臼歯と共に親知らず、智歯と呼ばれる。
近心側隣接歯：上顎第二大臼歯
対合歯：下顎第三大臼歯
しかしながら、第三大臼歯はそもそも存在しなかったり、萌出しない事も多い。歯冠が完成するのは12歳 - 16歳時、萌出は17 - 21歳、歯根完成は18 - 25歳の時である。また、上顎大臼歯は咬頭を4つ持つものが普通だが、上顎第三大臼歯は遠心舌側咬頭が欠如して3咬頭となっているものが多い。

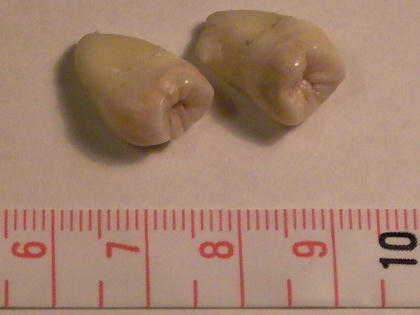
上顎第三大臼歯（2本とも）